# Християнська музична група Capitol
Християнська музична група Capitol (Capitol ХМГ) (раніше відома як EMI Християнська музична група) це американська музична група. З 2013 року її власником є Universal Music Group. Група створена у Брентвуді, штат Теннессі. Capitol CMG є лідером в музичній християнській індустрії.
Capitol ХМГ є багатостороньою компанією, чиї активи включають в себе такі легендарні лейбли, як Sparrow і ForeFront Records, а також вона є топ-дистриб'юторською компанією і отримувачем нагород, компанією яка є лідером у видавництві.
Capitol ХМГ представляє таких співаків, як Кріс Томлін, ТобіМак, Емі Грант, Майкл У. Сміт, CeCe Вінас і Хіллсонг Юнайтід.
Capitol ХМГ надає творчу свободу для своїх співаків.

## Історія
Музика групи була заснована Біллом Рей Херн в лютому 1976 року як Sparrow Records . Раніше відома як EMI Christian Music Group, Capitol відділилась від Capitol Music Group, яка зараз є компанією Universal Music Group. Протягом багатьох років, авантюрна група виросла з маленького сімейного незалежного музичного лейбла і перетворилася у багатосторонній бізнес, який включає Capitol Label Group (Sparrow Records, Forefront Records, sixstepsrecords Хіллсонг та Credential Recordings), видавництво Capitol CMG , Motown Gospel i Capitol Christian Distribution.
Реєстр компанії включає в християнські та євангелійські спільноти таких топ виконавців як Емі Грант, Джеремі Кемп, Майкл У. Сміт, Хілсон Юнайтід, Smokie Norful, Тай Трібет, Брітт Ніколь, Девід Краудер Стрічкові, Newsboys, NF, Метт Редман, Tasha Cobbs, Шері Джонс-Моффетт, Колтон Діксон, Мандіса, Павло Портер, і Метью Вест.

## Лейбли
- Capitol Christian Distribution (раніше EMI CMG Distribution)
- Capitol CMG Group (раніше EMI CMG Group)
  - Облікові записи
  - Forefront Records
  - Motown Gospel(раніше EMI Gospel)
  - Sixstepsrecords
  - Sparrow Records
  - Worship Together
- EMI CMG Publishing
  - SoulStride Records
- Хіллсонг Австралія